# Taddeo Zuccaro

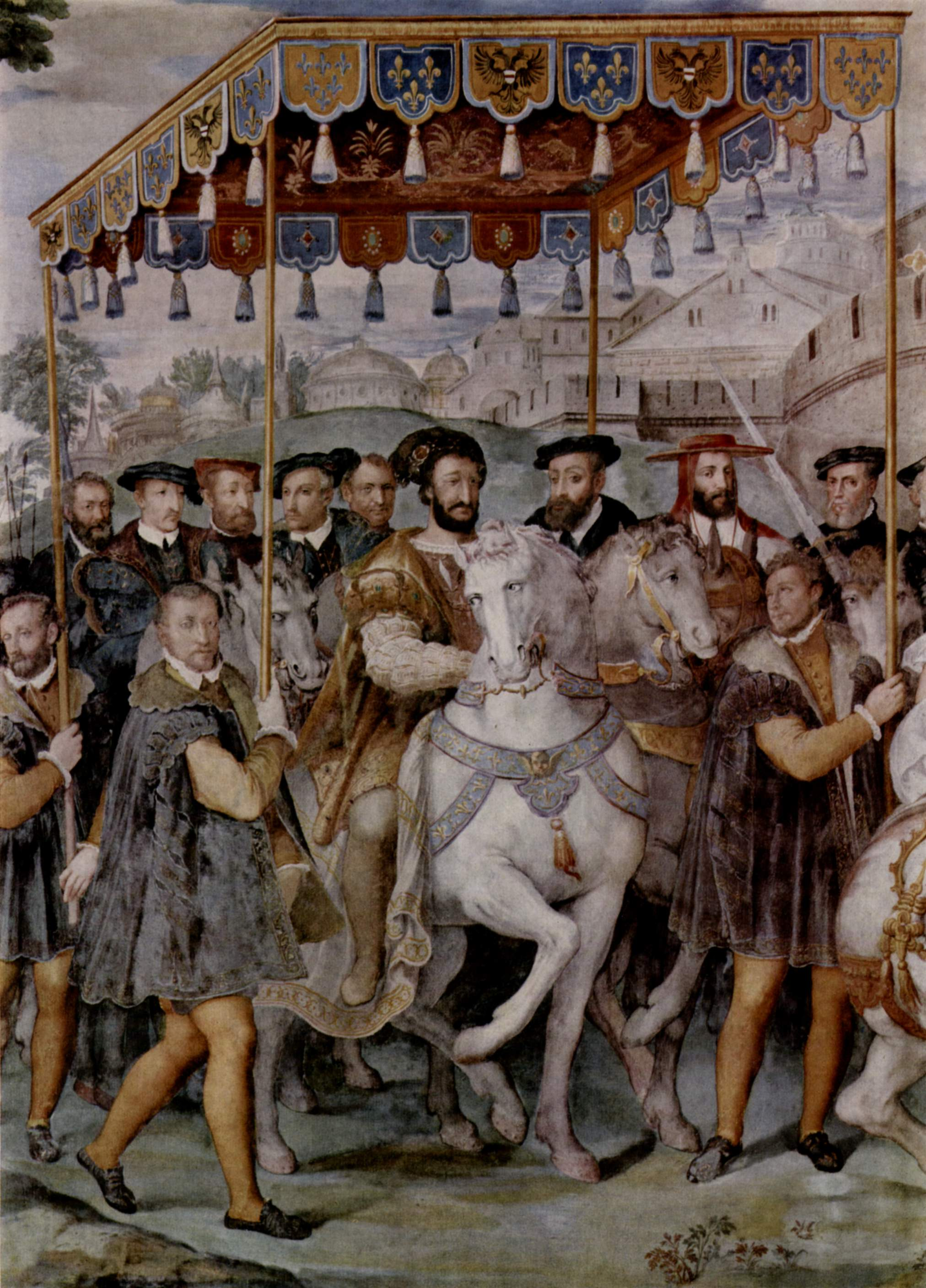
Fresk Taddeo Zuccaro z 1559 r. w Pałacu Farnese przedstawiający Adventus regis cesarza Karola V, Franciszka I i kardynała Farnese do Paryża

Taddeo Zuccaro (Taddeo Zuccari) (ur. 1 września 1529 w Sant’Angelo in Vado, zm. 1 lutego 1566 w Rzymie) – włoski malarz okresu późnego manieryzmu.

## Życiorys
Starszy brat i nauczyciel Federico Zuccaro. Wykonał dekoracje malarskie Palazzo Mattei w Rzymie oraz w Pałacu Farnese w Caprarola i obie te prace przyniosły mu duży rozgłos i dochody. Wspólnie z bratem wykonali freski w Sala Regia w pałacu watykańskim. Projektował także majolikę.
Historię życia i kariery Taddeo przedstawił jego brat Federico w cyklu 16 rysunków (cykl ten zawierał także 4 rysunki z alegoriami).